# Lindsay Owen-Jones
Lindsay Owen-Jones, né le 17 mars 1946 à Wallasey en Grande-Bretagne, est un homme d'affaires britannique, président-directeur général   du groupe de cosmétiques L'Oréal 1988 à 2006, puis président du groupe jusqu’en 2011. 
Après avoir étudié la littérature au Worcester College de l'université d'Oxford puis le management à l'INSEAD, il est entré au sein de L'Oréal en 1969, où il a été formé par François Dalle, PDG du groupe.

## Parcours au sein de L'Oréal
- 1969 à 1971 : attaché de direction à L'Oréal
- 1971 à 1974 : directeur de la Division Produits Publics en Belgique
- 1974 à 1976 : directeur général de LaSCAD à Paris
- 1976 à 1978 : directeur du marketing de la Division Produits Publics en France
- 1978 à 1981 : directeur général de SAIPO en Italie
- 1981 à 1984 : président de COSMAIR aux États-Unis
- 1984 à 1988 : vice-président du comité de direction de L'Oréal
- 1988 à 2006 : président-directeur général de L'Oréal
- 2006 à 2011 : président de L'Oréal
- 2011 à 2013 : président d'honneur de L'Oréal

## Autres fonctions
- Membre du conseil d'administration de Sanofi-Aventis depuis mai 1999 ;
- Membre du conseil d'administration d'Air liquide ;
- Membre du conseil d'administration de la BNP Paribas ;
- Membre du conseil d'administration de Ferrari[2].

## Décorations et distinctions
- Chevalier de la Légion d'honneur, promotion du ministère des Affaires étrangères, 29 mars 1993[3]
- Officier de la Légion d'honneur, promotion du ministère des Affaires étrangères, 14 juillet 1998[4]
- Prix Futuro 2002, élu meilleur chef d'entreprise européen par un jury de journalistes[5]
- Élu meilleur patron des 20 dernières années par le magazine Challenges, 13 novembre 2002[6]
- Accède à la 27e place dans le classement des meilleurs patrons mondiaux, 2003[réf. nécessaire]
- Commandeur de la Légion d'honneur, promotion du ministère des Affaires étrangères, 14 juillet 2004[7]
- Chevalier commandeur de l'ordre de l'Empire britannique (KBE) par la reine Élisabeth II en récompense pour « sa contribution au service des affaires britanniques et aux relations franco-britanniques », juin 2005

## Vie privée
Époux divorcé de Violaine de Dalmas, dont il a eu une fille, Céleste, il s'est remarié le 11 juin 1994 avec Cristina Furno. En octobre 2012, il est fait état de son installation à Lugano en Suisse. Ce déménagement serait la conséquence de la politique fiscale s’appliquant aux très hauts revenus 

## Citations
- « La réussite économique ne peut pas ne pas s'accompagner de générosité. »
- « Les chocs culturels stimulent la créativité. »
- "Plus un rêve est grand, plus tu peux le toucher du doigt."

## Sports

### Courses automobiles
Passionné de sport automobile, Lindsay Owen-Jones a remporté plusieurs titres européens dans des compétitions de voitures historiques. Il a également participé  aux 24 Heures du Mans 1994, 1995 et 1996.
Résultats aux 24 Heures du Mans
| Année | Voiture              | Équipe            | Équipiers                               | Résultat |
| ----- | -------------------- | ----------------- | --------------------------------------- | -------- |
| 1994  | Porsche 968 Turbo RS | Seikel Motorsport | Thomas Bscher / John Nielsen            | Abandon  |
| 1995  | McLaren F1 GTR       | GTC Gulf Racing   | Philippe Alliot / Pierre-Henri Raphanel | Abandon  |
| 1996  | McLaren F1 GTR       | GTC Gulf Racing   | David Brabham / Pierre-Henri Raphanel   | 5e       |

### Voile
Passionné de voile, Lindsay Owen-Jones possède depuis 2013 le Magic Carpet Cubed (ou Magic Carpet 3), un monocoque de 30,5 mètres, construit par les très prestigieux chantiers Wally, qui a succédé à un autre Wally: Magic Carpet Squared (ou Magic Carpet 2), long de 24 mètres, acheté 8 millions d'euros, qui avait remplacé le Magic Carpet 1, revendu près de 7 millions d'euros à Jean-Charles Decaux.
Habitué de plusieurs courses, il participe notamment à la Giraglia Rolex Cup.
Le 8 décembre 2017 au salon nautique de Paris,  Lindsay Owen-Jones s'est vu remettre par Emmanuel Charras, éditeur du magazine Yachting Classique, le trophée du yachtman de l'année.

### Hélicoptère
Détenteur du brevet, il pratique le pilotage d'hélicoptères pour se rendre dans ses différentes propriétés.